# Saintpauliopsis lebrunii
Saintpauliopsis lebrunii är en akantusväxtart som beskrevs av Pierre Staner. Saintpauliopsis lebrunii ingår i släktet Saintpauliopsis och familjen akantusväxter. Inga underarter finns listade i Catalogue of Life.